# 德清窑

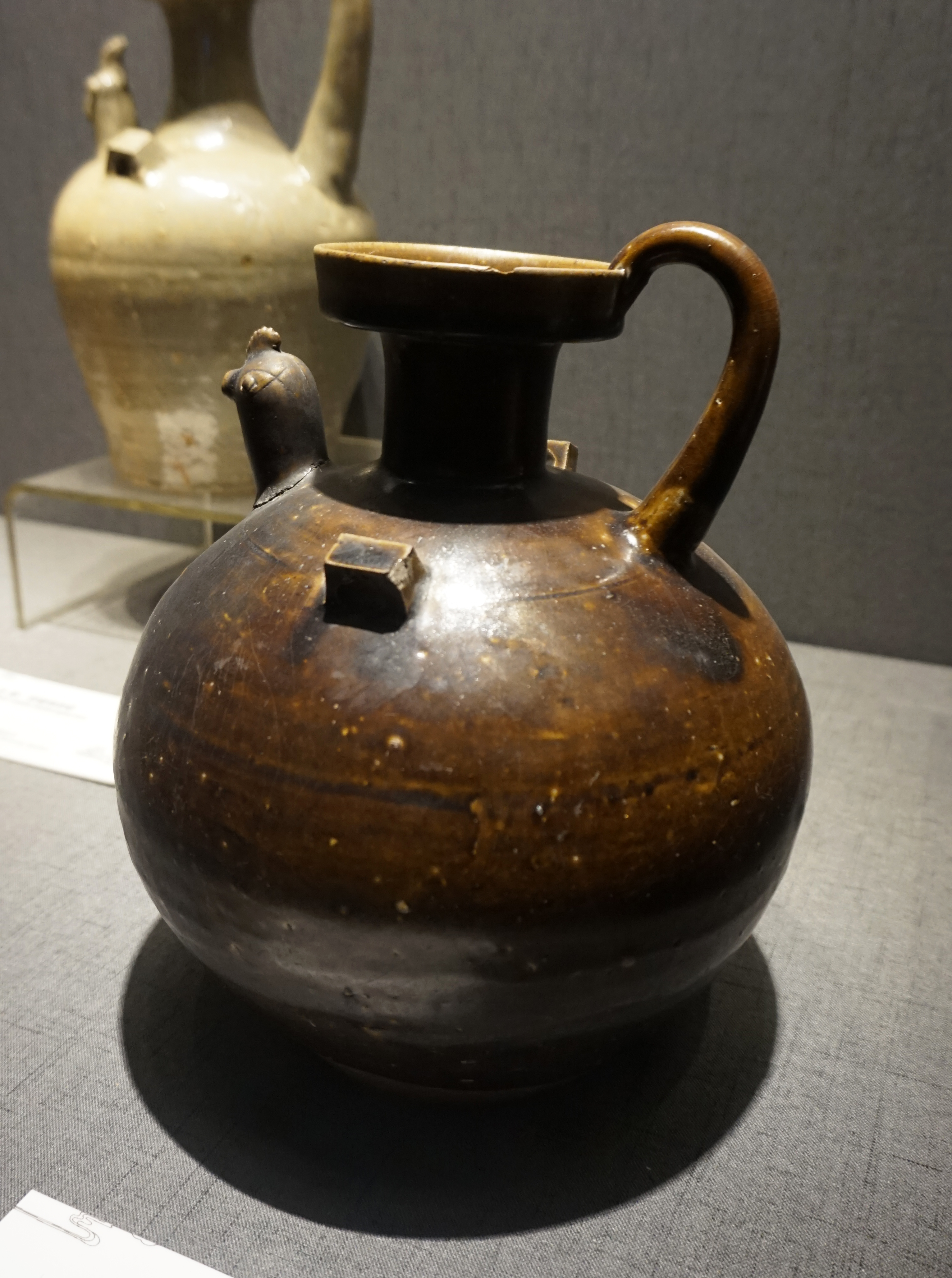
东晋德清窑黑釉鸡首壶

德清窯，東晉至南朝中國南方自成系統的民窯。該窯不見於記載，其來源可以上溯至東漢，成熟的燒製技術則始於東晉，在南朝衰落，僅有百餘年的生產歷史。此後在週邊地區雖有延續，但品質每況愈下，至宋末徹底消失。德清窯分佈很廣，核心窯址位於浙江省湖州市德清縣。德清窯主要出產黑色陶瓷，兼燒青瓷，是已知的最早燒製黑瓷的窯場之一，在中國青瓷的發展史上有重要的意義。德清黑瓷釉色上佳者色如黑漆，釉面瑩潤。

## 陶瓷特色
- 造型古樸，比例勻稱。
- 德清黑瓷的燒製溫度已經很高，因此素胎的瓷化程度較高，已達到了現代工業要求的結晶標準。
- 釉料製作精良，經過化驗含有8％的三氧化二鐵，故而在燒成後，釉面色黑如漆，有細小開片。同時因為高溫熔融狀態下釉層垂流，釉面在底部有堆積現象。